# Edgar Grospiron
Edgar Alain Grospiron (ur. 17 marca 1969 w Saint-Julien-en-Genevois) – francuski narciarz, specjalista narciarstwa dowolnego. Dwukrotny medalista olimpijski i trzykrotny mistrz świata jeździe po muldach.

## Kariera sportowa
Specjalizował się w jeździe po muldach. Brał udział w igrzyskach w Calgary, igrzyskach w Albertville oraz igrzyskach w Lillehammer. W 1988 r. narciarstwo dowolne było jedynie dyscypliną pokazową, więc medali nie przyznawano. Grospiron zajął wtedy trzecie miejsce. Oficjalnie narciarstwo dowolne zadebiutowało w programie igrzysk cztery lata później i Grospiron został pierwszym mistrzem olimpijskim w historii. W 1994 r. zajął trzecie miejsce.
Trzykrotnie był mistrzem świata (MŚ 1989, MŚ 1991 oraz MŚ 1995). Najlepsze wyniki w Pucharze Świata osiągnął w sezonie 1991/1992, kiedy to zajął 5. miejsce w klasyfikacji generalnej, a w klasyfikacji jazdy po muldach wywalczył małą kryształową kulę. Pierwsze miejsce w klasyfikacji jazdy po muldach zajął także w sezonach 1989/1990, 1990/1991 oraz 1993/1994.
W 1995 r. zakończył karierę.

## Osiągnięcia

### Igrzyska olimpijskie
| Miejsce | Dzień     | Rok  | Miejscowość | Konkurencja      | Zwycięzca         |
| ------- | --------- | ---- | ----------- | ---------------- | ----------------- |
| 1.      | 13 lutego | 1992 | Albertville | Jazda po muldach | -                 |
| 3.      | 12 lutego | 1994 | Lillehammer | Jazda po muldach | Jean-Luc Brassard |

### Mistrzostwa świata
| Miejsce | Dzień     | Rok  | Miejscowość | Konkurencja      | Zwycięzca         |
| ------- | --------- | ---- | ----------- | ---------------- | ----------------- |
| 1.      | 3 marca   | 1989 | Oberjoch    | Jazda po muldach | -                 |
| 1.      | 14 lutego | 1991 | Lake Placid | Jazda po muldach | -                 |
| 36.     | 13 marca  | 1993 | Altenmarkt  | Jazda po muldach | Jean-Luc Brassard |
| 1.      | 18 lutego | 1995 | La Clusaz   | Jazda po muldach | -                 |

### Puchar Świata

#### Miejsca w klasyfikacji generalnej
- sezon 1985/1986: 84.
- sezon 1986/1987: 66.
- sezon 1987/1988: 15.
- sezon 1988/1989: 7.
- sezon 1989/1990: 6.
- sezon 1990/1991: 7.
- sezon 1991/1992: 5.
- sezon 1992/1993: 30.
- sezon 1993/1994: 6.
- sezon 1994/1995: 10.

#### Miejsca na podium
1. La Clusaz – 23 marca 1987 (Jazda po muldach) – 2. miejsce
2. Mont Gabriel – 9 stycznia 1988 (Jazda po muldach) – 2. miejsce
3. Lake Placid – 16 stycznia 1988 (Jazda po muldach) – 2. miejsce
4. Inawashiro – 30 stycznia 1988 (Jazda po muldach) – 2. miejsce
5. Madarao – 6 lutego 1988 (Jazda po muldach) – 3. miejsce
6. Hasliberg – 19 marca 1988 (Jazda po muldach) – 1. miejsce
7. La Plagne – 17 grudnia 1988 (Jazda po muldach) – 2. miejsce
8. Mont Gabriel – 7 stycznia 1989 (Jazda po muldach) – 3. miejsce
9. Lake Placid – 13 stycznia 1989 (Jazda po muldach) – 2. miejsce
10. Calgary – 22 stycznia 1989 (Jazda po muldach) – 1. miejsce
11. Breckenridge – 28 stycznia 1989 (Jazda po muldach) – 1. miejsce
12. La Clusaz – 12 lutego 1989 (Jazda po muldach) – 1. miejsce
13. Åre – 17 marca 1989 (Jazda po muldach) – 2. miejsce
14. Suomu – 23 marca 1989 (Jazda po muldach) – 1. miejsce
15. La Plagne – 15 grudnia 1989 (Jazda po muldach) – 1. miejsce
16. Mont Gabriel – 6 stycznia 1990 (Jazda po muldach) – 1. miejsce
17. Lake Placid – 13 stycznia 1990 (Jazda po muldach) – 1. miejsce
18. Breckenridge – 20 stycznia 1990 (Jazda po muldach) – 2. miejsce
19. Calgary – 28 stycznia 1990 (Jazda po muldach) – 3. miejsce
20. Inawashiro – 10 lutego 1990 (Jazda po muldach) – 1. miejsce
21. Iizuna – 17 lutego 1990 (Jazda po muldach) – 1. miejsce
22. La Plagne – 30 listopada 1990 (Jazda po muldach) – 1. miejsce
23. Tignes – 6 grudnia 1990 (Jazda po muldach) – 2. miejsce
24. Breckenridge – 18 stycznia 1991 (Jazda po muldach) – 1. miejsce
25. Breckenridge – 19 stycznia 1991 (Jazda po muldach) – 1. miejsce
26. Skole – 25 lutego 1991 (Jazda po muldach) – 1. miejsce
27. Pyhätunturi – 16 marca 1991 (Jazda po muldach) – 3. miejsce
28. Hundfjället – 23 marca 1991 (Jazda po muldach) – 3. miejsce
29. Tignes – 2 grudnia 1991 (Jazda po muldach) – 3. miejsce
30. Zermatt – 12 grudnia 1991 (Jazda po muldach) – 2. miejsce
31. Morzine – 21 grudnia 1991 (Jazda po muldach) – 2. miejsce
32. Whistler Blackcomb – 11 stycznia 1992 (Jazda po muldach) – 1. miejsce
33. Breckenridge – 18 stycznia 1992 (Jazda po muldach) – 1. miejsce
34. Oberjoch – 1 lutego 1992 (Jazda po muldach) – 1. miejsce
35. Inawashiro – 29 lutego 1992 (Jazda po muldach) – 1. miejsce
36. Tignes – 12 grudnia 1992 (Jazda po muldach) – 3. miejsce
37. Piancavallo – 19 grudnia 1992 (Jazda po muldach) – 2. miejsce
38. Breckenridge – 16 stycznia 1993 (Jazda po muldach) – 2. miejsce
39. Livigno – 17 marca 1993 (Jazda po muldach) – 2. miejsce
40. Tignes – 11 grudnia 1993 (Jazda po muldach) – 3. miejsce
41. Le Relais – 29 stycznia 1994 (Jazda po muldach) – 3. miejsce
42. Hundfjället – 8 lutego 1994 (Jazda po muldach) – 2. miejsce
43. Altenmarkt – 4 marca 1994 (Jazda po muldach) – 3. miejsce
44. Hasliberg – 12 marca 1994 (Jazda po muldach) – 2. miejsce
45. Tignes – 15 grudnia 1994 (Jazda po muldach) – 2. miejsce
46. Whistler Blackcomb – 7 stycznia 1995 (Jazda po muldach) – 2. miejsce
47. Whistler Blackcomb – 7 stycznia 1995 (Jazda po muldach) – 2. miejsce
48. Breckenridge – 14 stycznia 1995 (Jazda po muldach) – 2. miejsce
49. Le Relais – 21 stycznia 1995 (Jazda po muldach) – 2. miejsce
50. Lake Placid – 27 stycznia 1995 (Jazda po muldach) – 2. miejsce
51. Lillehammer – 5 marca 1995 (Jazda po muldach) – 3. miejsce

- W sumie 18 zwycięstw, 22 drugie i 11 trzecich miejsc.